# Jan Orzechowski
Jan Orzechowski (1827 Łazy – 7. června 1916 Łazy), byl rakouský politik polské národnosti z Haliče, na konci 19. století poslanec Říšské rady.

## Biografie
Byl synem venkovského kováře. Rodiče měli malé hospodářství. Byl aktivní veřejně a politicky. Ještě před vznikem organizovaného rolnického hnutí byl jedním z několika rolnických zástupců v parlamentu.
Byl i poslancem Říšské rady (celostátního parlamentu Předlitavska), kam usedl ve volbách roku 1885 za kurii venkovských obcí v Haliči, obvod Bochnia, Brzesko atd. Ve volebním období 1885–1891 se uvádí jako Johann Orzechowski, majitel hospodářství, bytem Gorzków. Patřil mezi méně aktivní poslance.
Na Říšské radě je po volbách v roce 1885 uváděn coby člen Polského klubu.
V roce 1889 neúspěšně kandidoval i na Haličský zemský sněm. Když v roce 1895 vznikla Polská lidová strana, byl na jejím ustavujícím sjezdu v Rzeszowě zvolen do výkonného výboru. Vzhledem k vysokému věku již ale nebyl výrazněji aktivní.